# Герб Копенгагена
Герб Копенгагена представляет собой официальную символику столицы Дании, отражающую историческое значение и развитие города.

## Становление герба
Первый герб Копенгагена появился в XIV в. Изначально на нем был изображен замок с тремя башнями, из которых средняя является главной и имеет большие размеры, чем две боковые. Это изображение символизирует постройку замка, давшего начало городу. Морские волны внизу изображения указывают на островное положение столицы страны. В XVII в. на гербе появилось изображение щита с вензелем короля Фредерика III, помещенного на главной башне замка. В воротах замка видно изображение Карла Великого, графа Роланда. На боковых башнях замка появились золотые шестиконечные звезды — древний символ славы, удачи и вечности, на средней башне помещается изображение золотого полумесяца.

## Описание герба
Красный цвет стен замка символизирует храбрость жителей города и их любовь к своей родине и её столице. Геральдический щит герба города имеет старинную овальную форму и красное фигурное обрамление. В качестве щитодержателей выступают два натуралистически изображенных золотых льва. Верхнюю оконечность щита украшают три рыцарских шлема с опущенными золотыми забралами. Над боковыми шлемами располагается по пять копий с флагами, над средним — золотая королевская корона с пятью видимыми фигурными выступами, украшенная синими самоцветами. Основой щиту и щитодержателям служат наложенные в беспорядочной последовательности друг на друга изображения элементов солдатской и рыцарской амуниции.